# Кейт Воугъл
Кейт Елизабет Воугъл (на английски: Kate Elizabeth Voegele), родена на 8 декември 1986 е американска певица, композитор, китарист и пианист от предградието на Кливланд – Бей Вилидж, Охайо. Има договор с MySpace Records.

## Дискография

### Албуми
- The Other Side (2003)
- Louder Than Words (2005)
- A fine mess (2009)

### Сингли
| Издаден             | Име                        | От албум        | Позиция в класациите | Позиция в класациите | Позиция в класациите | Позиция в класациите | Позиция в класациите | Позиция в класациите | Позиция в класациите |
| Издаден             | Име                        | От албум        | Свят                 | Европа               | BG                   | USA                  | UK                   | AUS                  | GER                  |
| ------------------- | -------------------------- | --------------- | -------------------- | -------------------- | -------------------- | -------------------- | -------------------- | -------------------- | -------------------- |
|                     | Kindly Unspoken            | Don't Look Away | —                    | —                    | —                    | 98                   | —                    | —                    | —                    |
| No Good             | —                          | Don't Look Away | —                    | —                    | 122                  | —                    | —                    | —                    |                      |
| Wish You Were       | —                          | Don't Look Away | —                    | —                    | —                    | —                    | —                    | —                    |                      |
| Only Fooling Myself | —                          | Don't Look Away | —                    | —                    | —                    | —                    | —                    | —                    |                      |
|                     | Общ брой сингли номер едно |                 | —                    | —                    | —                    | —                    | —                    | —                    | —                    |
|                     | Общ брой сингли в топ пет  |                 | —                    | —                    | —                    | —                    | —                    | —                    | —                    |